# カール・グッソー
カール・グッソー（Karl Gussow または Carl Gussow、1843年2月25日 - 1907年3月27日）は、ドイツの画家である。カールスルーエの美術学校などで教えた。写実主義絵画の画家である。

## 略歴
ザクセン＝アンハルト州のハーフェンベルクで生まれた。ワイマールの美術学校で学んだ。イタリアやワイマールで画家として働いた。ワイマールの美術学校の教授、アルトゥール・ランベルク（Arthur von Ramberg）と知り合うことになった。1870年代にカールスルーエのバーデン大公国美術アカデミーに招かれ、1876年から1880年頃まで、ベルリンのプロイセン王立美術院で教授となり、1883年にはミュンヘン美術院で教えた。グッソーが教えた、主な学生にはマックス・クリンガー、クリスチャン・クローグ、ヘルマン・プレル、カール・フォン・マール、レッテルブッシュ、オティリー・レーダーシュタイン、アンナ・ゲレスハイムらがいる。
絵筆の種類の名前「Gussow Pinsel」はグッソーの名前に因んでいる。

## 作品

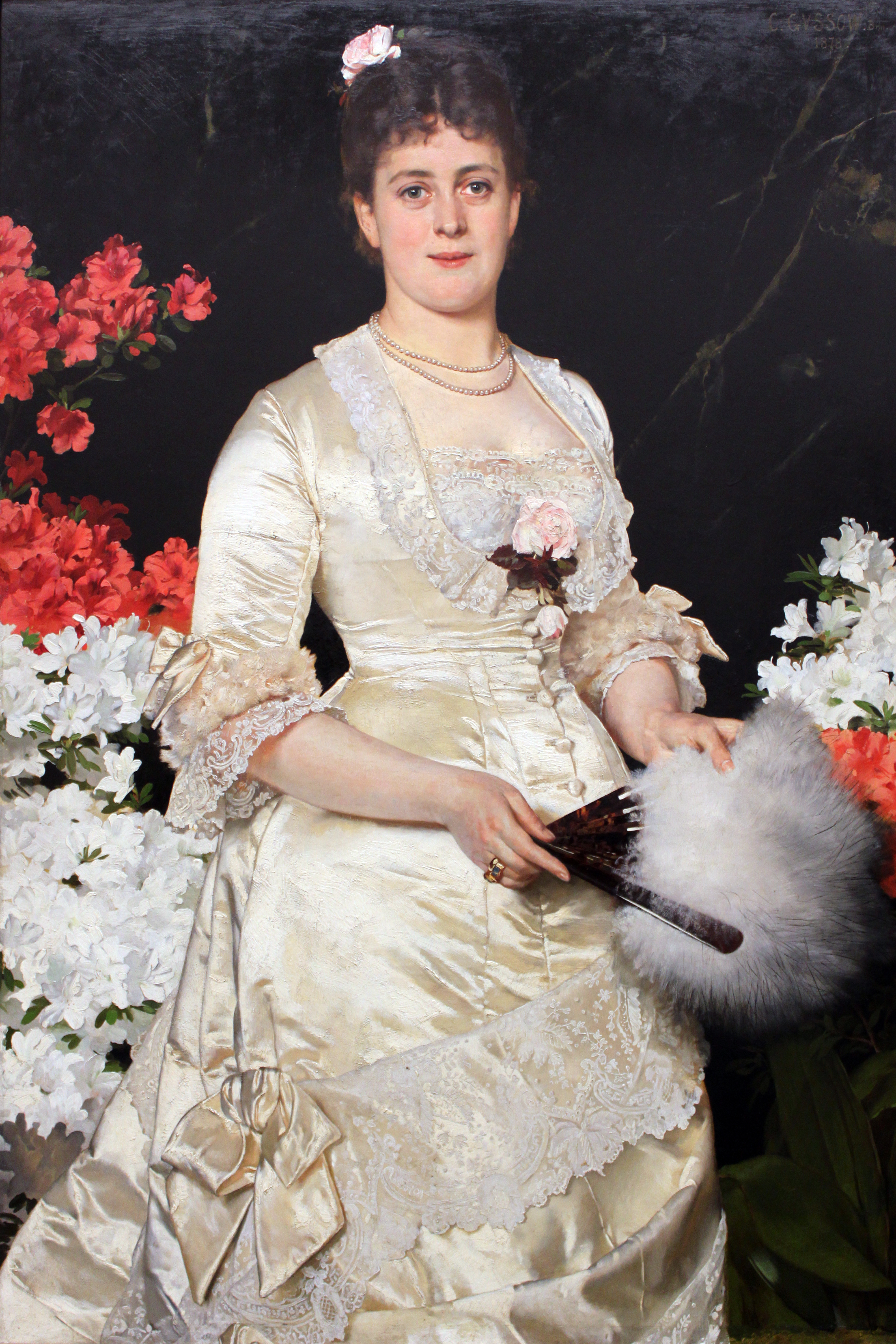
Frau Hedwig Woworsky(1878)
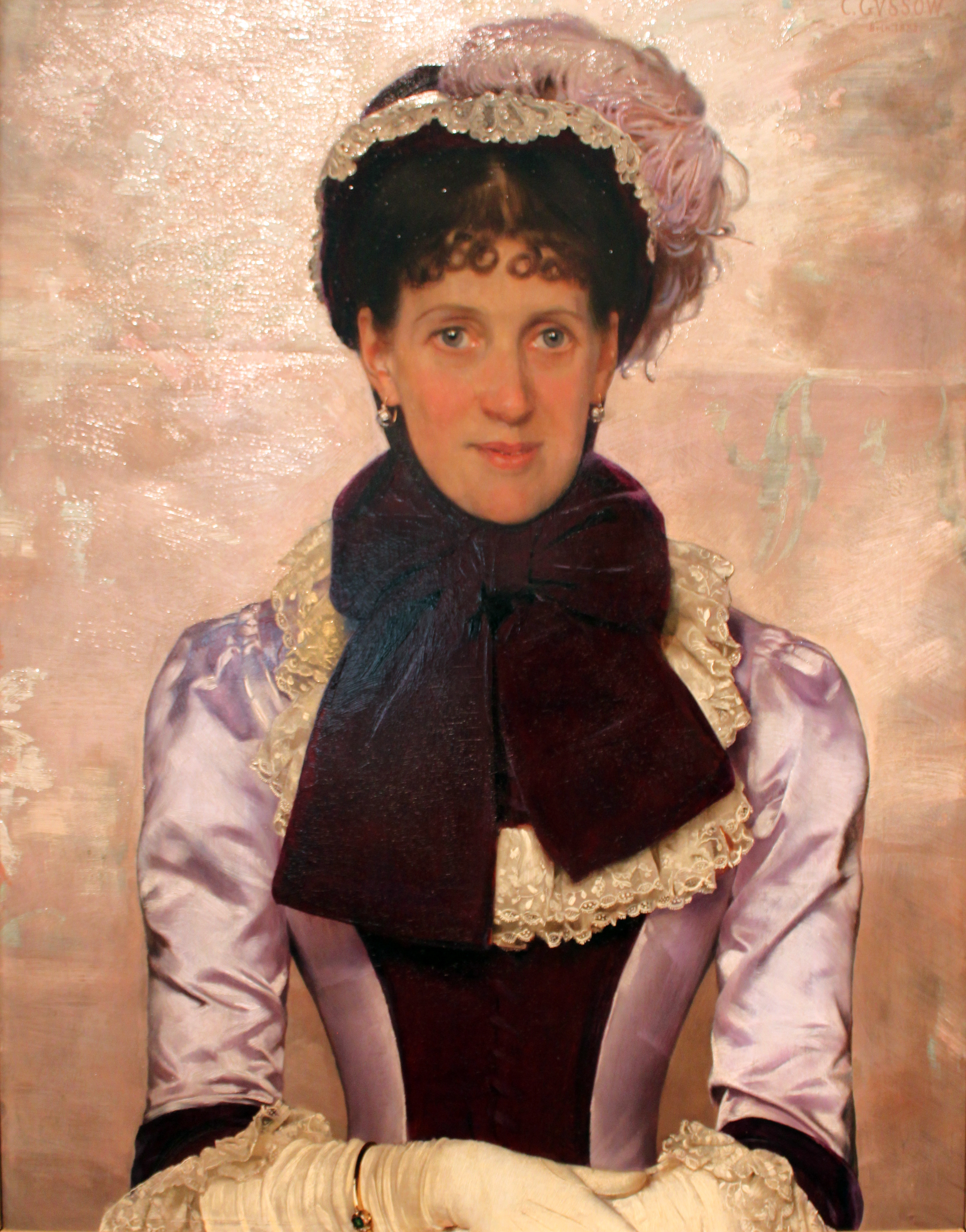
婦人像(1883)
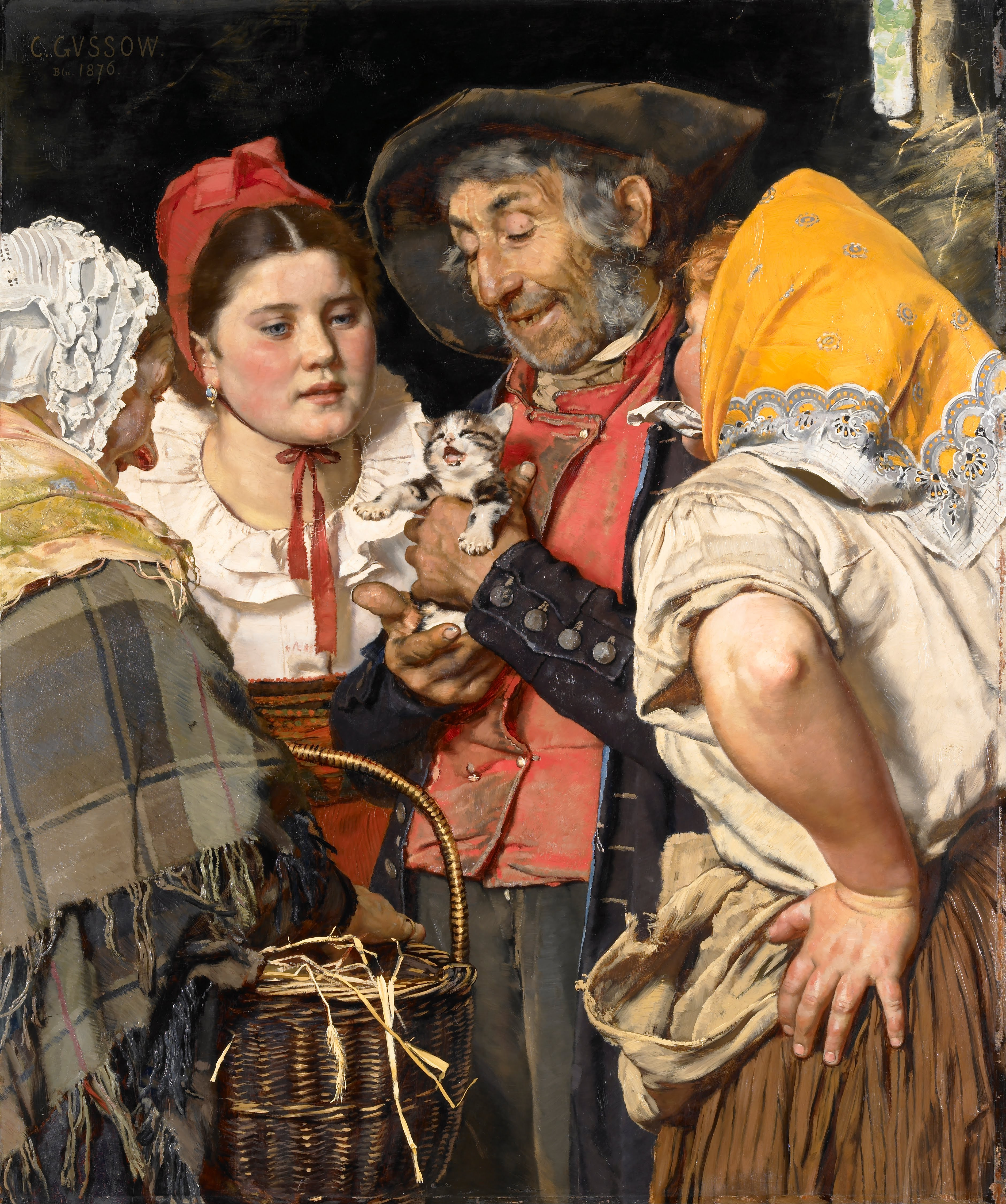
老人の宝物(1876)
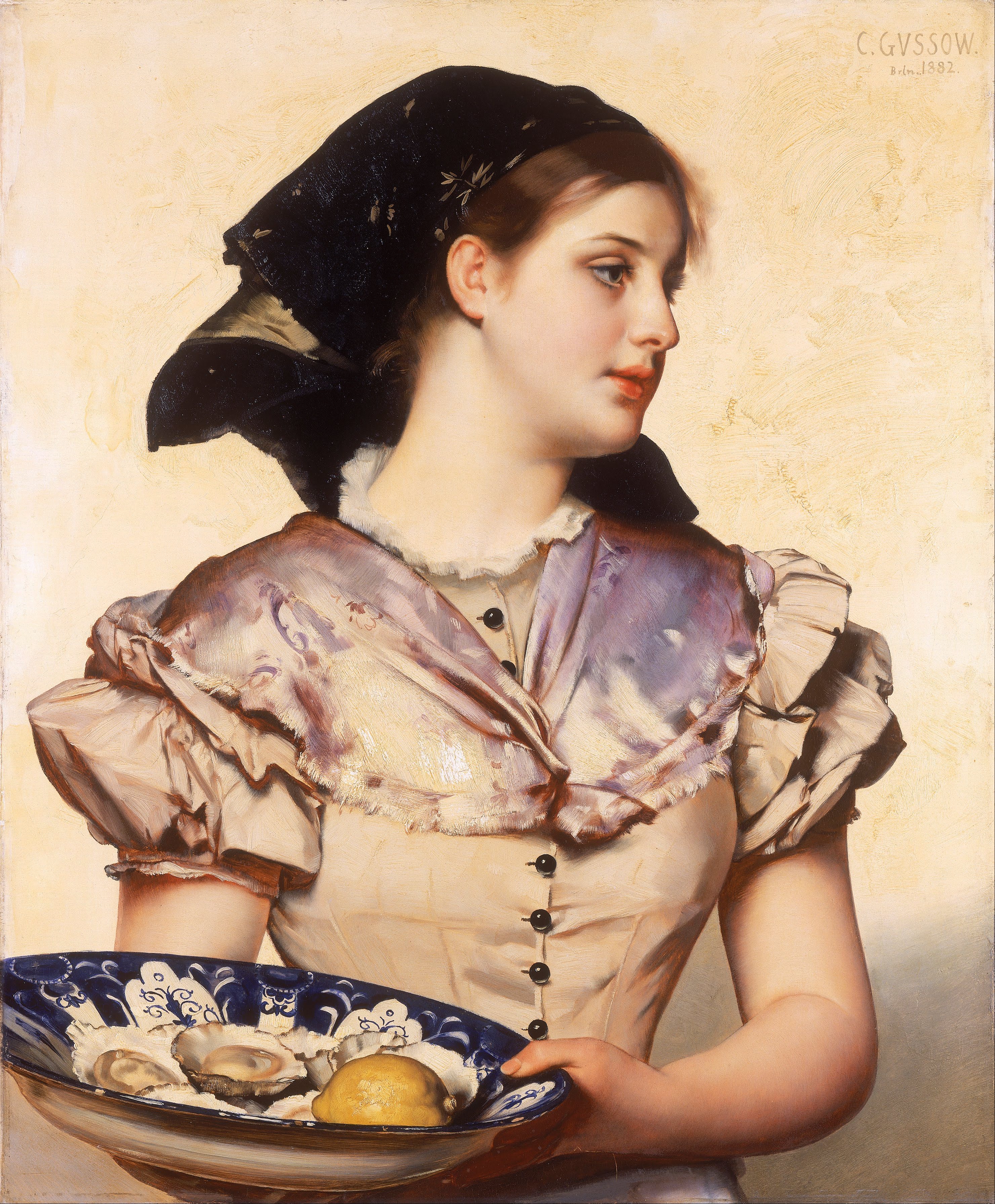
牡蠣を持つ少女(1882)